# Era de Ferriol
L'Era de Ferriol és una antiga era abandonada del municipi de Castell de Mur, al Pallars Jussà, a l'antic terme de Mur. Pertany al territori de Vilamolat de Mur.
Està situada a 865,4 m. alt., en el serrat paral·lel per l'est del Serrat de la Vinyeta. És al sud-est del lloc de Caps de la Vinya de Miret i al sud-oest del lloc de la Font Vella. És al sud-est del poble de Vilamolat de Mur.